# Hermann von Alvensleben
Hermann von Alvensleben (Schochwitz, 10 aprile 1809 – Schochwitz, 8 gennaio 1887) è stato un generale prussiano.

## Biografia
Hermann apparteneva al casato degli Alvensleben, di origini sassoni e prussiane, che aveva dato il nome a numerosi vescovi, condottieri e statisti: uno di loro, Joachim I von Alvensleben, era stato amico dell'elettore sassone Federico il Saggio e fautore dell'avvento politico del protestantesimo in Germania. In verità suo padre non era un Alvensleben, bensì Helmuth Dichter (1740-1813), ricco mercante di stoffe, che nel 1807 aveva sposato la diciassettenne Maria Theresia Wöllner (1790-1809), vedova von Alvensleben già da tre anni ed erede al titolo di contessa von Alvensleben del ramo turingio e cadetto della famiglia. Sua madre morì dandolo alla luce e più tardi morirono anche i fratellastri di primo letto di questa, così che Hermann, pur avendo veramente sangue nobile nelle vene, si trovò erede del titolo e alla morte del padre venne adottato da Johann Friedrich Karl II von Alvensleben e dalla moglie Karoline von Hirschfeld (1783-1859) ed ebbe il diritto di assumere il cognome von Alvensleben e le sostanze del ramo cadetto turingio.
Alvensleben intraprese la carriera militare presso la Kadettenanstalt di Berlino e nel 1827 venne integrato come effettivo (con il grado di tenente) nell'esercito prussiano. Partecipò alla repressione dei moti del 1848 in Posnania, a Berlino e in Baden e partecipò alla Prima Guerra dello Schleswig sotto i generali von Wrangel e Eduard von Bonin. Contrariamente ai suoi fratellastri Constantin von Alvensleben, eroe della guerra franco-prussiana, e Gustav von Alvensleben, Hermann non ebbe una rapida carriera e solo nel 1858 giunse al grado di colonnello.
Nel 1866 partecipò alla Guerra austro-prussiana al comando della Prima Divisione di Cavalleria nel corpo di cavalleria della prima armata come maggior generale. Promosso tenente generale ebbe il comando di un reggimento di cavalleria della guardia reale di Guglielmo I di Germania, dal quale fu creato cavaliere dell'Ordine dell'Aquila Rossa. Dal 1867 al 1871 fu a capo della piazzaforte militare di Hannover, dove gli è stata dedicata la Alvenslebenstraße. Messo a riposo, passò gli ultimi anni della sua vita nella nativa Stochwitz.
Nel 1841 aveva sposato Karoline von Kalitzsch (1814-1878), appartenente ad una famiglia della piccola nobiltà di campagna. Ebbero un solo figlio, Ludolf von Alvensleben, dal cui matrimonio con la baronessina Antoinette von (de) Ricou (1870-1950), nacque Ludolf-Hermann von Alvensleben, celebre generale delle Waffen-SS.